# Первая Алексеевка
Первая Алексеевка — деревня в Щёлковском районе Московской области России. Относится к сельскому поселению Огудневское.

## География
Расположена на северо-восток от Москвы на расстоянии 58 км (по прямой от центра Москвы), в 28 км на северо-восток от районного центра — Щёлково и в 4 км на северо-запад от центра сельского поселения — Огуднево, рядом с деревней Аксиньино.
В непосредственной близости от деревни находится исток реки Пружёнки — левого притока Вори, впадающей в Клязму.
В деревне 4 улицы (Дачная, Краснофлотская, Новая и Придорожная) и территория дома отдыха "Щелково", также приписано 12 садоводческих товариществ (СНТ).
Связана автобусным сообщением с городом Фрязино.

## Население
| 1852 | 1859 | 1869 | 1886 | 1899 | 1926 | 2002 |
| ---- | ---- | ---- | ---- | ---- | ---- | ---- |
| 210  | ↗220 | ↘167 | ↗206 | ↘101 | ↗319 | ↘49  |
| 2006 | 2010 |      |      |      |      |      |
| ↗58  | ↘55  |      |      |      |      |      |

## История
В середине XIX века деревня Алексеевское относилась ко 2-му стану Богородского уезда Московской губернии и принадлежала штабс-капитану графу Андрею Павловичу Шувалову и его брату, камер-юнкеру Петру Павловичу. В деревне было 23 двора, крестьян 104 души мужского пола и 106 душ женского.
В «Списке населённых мест» 1862 года — владельческая деревня 2-го стана Богородского уезда Московской губернии по левую сторону Стромынского тракта (из Москвы в Киржач), в 24 верстах от уездного города и 15 верстах от становой квартиры, при реке Воре, с 30 дворами, 220 жителями (108 мужчин, 112 женщин) и фабрикой.
По данным на 1869 год — деревня Алексеевка Ивановской волости 3-го стана Богородского уезда с 37 дворами, 39 деревянными домами, шелковошерстоткацкой фабрикой и питейным домом и 167 жителями (87 мужчин, 80 женщин), из них 18 грамотных мужчин и 3 женщины. Имелось 14 лошади, 21 единица рогатого скота и 8 мелкого, земли было 203 десятины, в том числе 66 десятин пахотной.
В 1886 году Алексеевка 1-я — 36 дворов, 206 жителей, 2 шелковых и парусинный завод.
В 1913 году — 49 дворов, фабрика братьев Осиповых и Хомяковых.
По материалам Всесоюзной переписи населения 1926 года — центр Алексеевского сельсовета Ивановской волости Богородского уезда в 3 км от Фряновского шоссе и 23 км от станции Щелково Северной железной дороги, проживало 319 жителей (154 мужчины, 165 женщин), насчитывалось 73 хозяйства (58 крестьянских), имелись изба-читальня и кустарная ткацкая артель.
В 1994–2006 годах относилась к Огудневскому сельскому округу.